# フランソワ・リシャール・ド・トゥサック
フランソワ・リシャール・ド・トゥサック（François Richard de Tussac 別名 Chevalier de Tussac、1751年 - 1837年）は、フランスの博物学者である。西インド諸島の植物に関する著書で知られる。

## 略歴

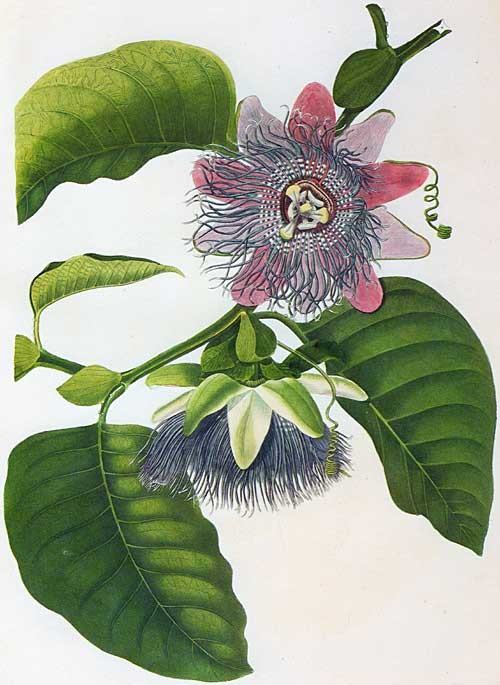
「アンティルの植物」の図版
(画)P.A.ポワトー

ポワトゥー＝シャラント地域圏のポワトゥーで生まれた。海外に資産を持つ家の出身である。1786年に、カリブ海の島、マルティニークに渡り、数年間を植物を収集して過ごした後、ハイチ植物園の学芸員となった。ハイチでは2,000に及ぶ図版を描いたが1802年のハイチ独立戦争の中で、消失し失われたが、標本や文書は残された。1802年にジャマイカを訪れた後、フランスに戻った。1816年から1826年までアンジェ植物園（Jardin Botanique d'Angers）の園長を務めた。「アンティルの植物」（"Flore des Antilles, ou Histoire générale botanique, rurale et économique des végétaux indigènes des Antilles"）4巻は1808年から1827年の間に出版され、フォリオ版の豪華本で、当時の有名な植物画家が図版を描いた。
ヘゴ科のシダ類 Cyathea tussaciiなどに献名されている。

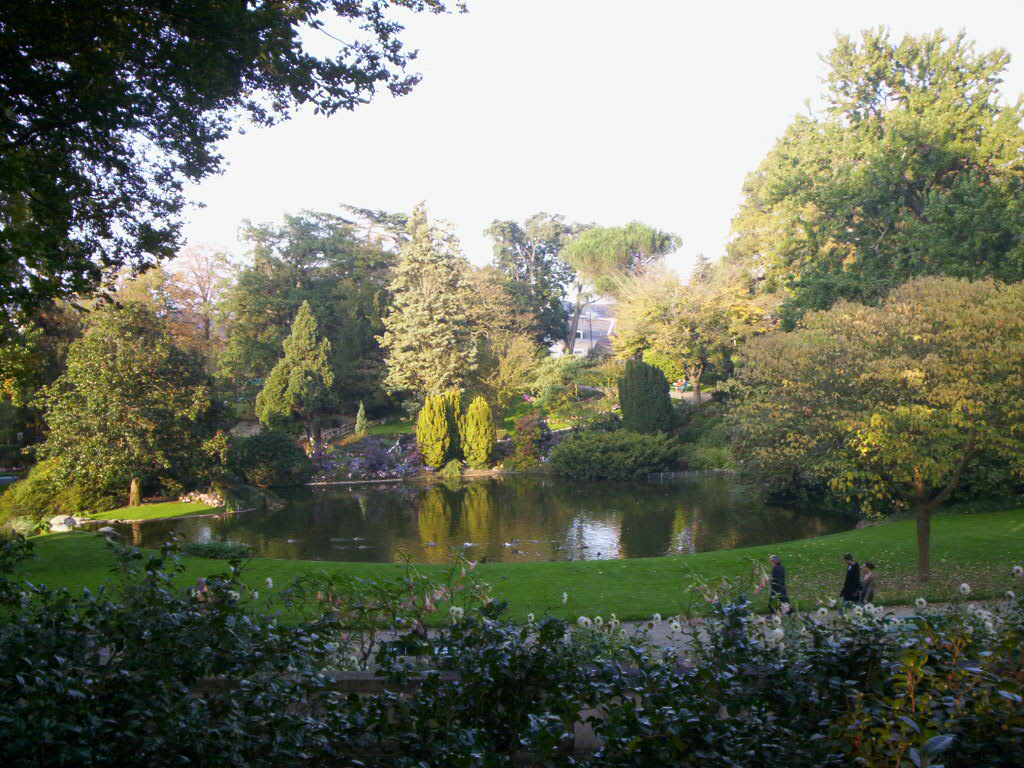
アンジェ植物園

### 著作
- Flora Antillarum; seu, Historia generalis botanica, ruralis, oeconomica vegetabilium in Antilles indigenorum, et exoticorum indigenis cultura adscriptorum; secondum systema sexuale Linnaei, et methodum naturalem Jussiaei in loco natali elaborata, iconibus accuratissime delineatis et coloratis illustrata. Ed. Paris, Apud auctorem & F. Schoell, 1808-1827. Cuatro grandes vols, magníficamente ilustrados; cada presentación de especie se acompaña de un comentario botánico y de una nota sobre su utilización.